# يوم الجراد
يوم الجراد (بالإنجليزية: The Day Of the Locust)‏ هي رواية صدرت عام 1939 للأديب الأمريكي ناثانيل ويست تقع أحداثها في هوليوود كاليفورنيا. تتبع الرواية حياة فنان شاب من مدرسة ييل للفنون الجميلة اسمه تود هاكيت، عيّنه استديو هوليوودي في وظيفة تصميم المشاهد والرسم. يُخطط أثناء عمله لرسم لوحة هامة سيكون اسمها «احتراق لوس أنجلوس»، وهي تصوير لمحرقة فوضوية وملتهبة ستلتهم المدينة. لمّا كان طاقم الشخصيات الذي يصادقه تود عبارة عن تكتل من النماذج النمطية الهوليوودية، كان أعظم اكتشافاته الجزء من المجتمع الذي «تفيض عيناه بالكراهية»، و«قد جاء إلى كاليفورنيا ليموت». يلتقط هذا التيار المجتمعي السفلي اليائسين من الأمريكيين الذين عملوا وادخروا طوال حياتهم فقط ليدركوا، متأخرين جدًا، أن الحلم الأمريكي مراوغ أكثر مما يتخيلون. تغلي مراجل غضبهم حتى الهياج، ويندلع الجنون عقب آخر عرض أولي في هوليوود بعنف ليعم حكم الدهماء والفوضى المطلقة.
في تقديم رواية يوم الجراد، يكتب ريتشارد جيهمان أن الرواية كانت «طموحةً أكثر» من رواية ويست السابقة، ميس لونلي هارتس و«أظهرت تقدمًا جليًا في فكر ويست وسيره تجاه نضجه ككاتب». يصف جيهمان الرواية بأنها «عَرضية في بُنيتها، ولكنها بانورامية في صيغتها».

## ملخص الحبكة
تود هاكيت هو بطل الرواية. ينتقل من الساحل الشرقي إلى هوليوود، كاليفورنيا بحثًا عن الإلهام لينجز لوحته التالية. تدور أحداث الرواية في ثلاثينيات القرن العشرين إبان الكساد الكبير. معظم الشخصيات موجودة على هوامش صناعة أفلام هوليوود، لكن هوليوود بالكاد تكون خلفية لإلهام تود هاكيت. يحصل توم على وظيفة في استديو هوليوودي «ليتعلم تصميم الديكور المسرحي وتصميم الأزياء». خلال وقت فراغه، يخربش تود مشاهدًا يلاحظها في مواقع الإنتاج الضخمة أو المواقع الاستديوية. تفصّل الرواية ملاحظة تود لتصوير فيلم معركة واترلو. هدفه العثور على الإلهام للصورة التي يتجهز للبدء فيها، لوحة عنوانها «احتراق لوس أنجلس».
يقع تود في حب فاي غرينر، نجمة طموحة تعيش في الجوار لكن فاي لا تحب إلا الرجال جميلي المظهر أو الأثرياء. تود رجل «طيب القلب» ببساطة، من النوع الذي يُعجب فاي. يتخيل أن الوقع في حبها يشبه القفز من أعلى ناطحة سحاب والصراخ وصولًا إلى الأرض. يودّ تود لو «يلقي بنفسه عليها، مهما كان الثمن». على طول الرواية، يتخيل تود لقاءً جنسيًا بينه وبين فاي في صورة اغتصاب. في كل مرة يتخيل اغتصابها، يقاطع الواقع خياله قبل أن يكمل فعلته. تتكرر مقاطعة المشاهد قبل ذروتها على مدى الرواية. يمزح أحد الرعاة قائلًا إنه «روتين التشويق القديم»، عندما ينتهي عرض فيلم في صالون السيدة جينينغ بصورة غير متوقعة نتيجة صعوبات تقنية.
بين عمله في الاستديو وتقديمه لأصدقاء فاي، يتفاعل تود مع عدد كبير من حرافيش هوليوود. شخصيات مثل أيب كويستش، والقزم، وكلود إستي، وكاتب الأفلام الناجح، وإيرل شوب، وراعي البقر الكاليفورنيّ المزيف، الذين يواجه جميعهم صعوبات في الانتقال من الشخصيات التي يلعبونها إلى شخصياتهم الحقيقية. بالنتيجة، هناك حس تمثيليّ نقي يتسرب من خلف تخوم استديوهات هوليوود، ويصب في شوارع لوس أنجلوس.

## روابط خارجية
- يوم الجراد على موقع الموسوعة البريطانية (الإنجليزية)